# Mats Linnman
Mats Olof Johannes Linnman, född 20 augusti 1912 i Gävle, död 30 september 1963, var en svensk arkitekt.
Linnman avlade studentexamen i Visby 1930, reservofficersexamen 1932, utexaminerades från Kungliga Tekniska högskolan 1936 och genomgick Artilleri- och ingenjörhögskolans allmänna ingenjörskurs 1941. Han blev löjtnant i ingenjörstrupperna 1940, kapten där 1941, i Fortifikationskåren 1942. Han var anställd på Kooperativa förbundets arkitektkontor, hos Lars Israel Wahlman, verkställande sekreterare i Svenska Arkitekters Riksförbund  1938–1940, bedrev egen arkitektverksamhet i Johanneshov och var lektor vid högre tekniska läroverket i Stockholm från 1948. Han var ledamot av 1943 års militära fastighetsutredning.
Bland inköp i allmänna arkitekttävlingar kan nämnas borgarhem i Landskrona 1935, länsmuseum i Linköping 1936 (ett av två utdelade förstapris i tävlingen, första pris i därpå följande omtävling tillsammans med arkitekt Gustaf Lettström, 1937–1938), Karolinska Institutets teoretiska avdelning 1937. Av hans projekterade byggnader kan nämnas museum i Jönköping (tillsammans med arkitekt Lettström, ej uppfört), ett tjugotal folkskolor på Södertörn och Gotland, ett tiotal hyreshus i Stockholm, Jönköping och Karlstad, arrendator- och lantarbetarbostäder (typhus) för Domänstyrelsen, svenska barnsjukhuset i Otwock, Polen, industribyggnader i Östergötland och Bohuslän samt garagebyggnader och radiomaterielverkstad för armén.